# Halecium bermudense
Halecium bermudense är en nässeldjursart som beskrevs av Congdon 1907. Halecium bermudense ingår i släktet Halecium och familjen Haleciidae. Inga underarter finns listade i Catalogue of Life.